# 루마니아 여자 축구 국가대표팀
루마니아 여자 축구 국가대표팀(루마니아어: Echipa naţională de fotbal feminin a României)은 루마니아를 대표하는 여자 축구 대표팀으로 루마니아 축구 협회에서 관리한다. 1990년 9월 10일 몰도바와의 친선 경기를 통해 국제 A매치 첫 경기를 치렀고 이 경기에서 4-1로 승리했다. 

## 국제 대회 경력
FIFA 여자 월드컵과 하계 올림픽 축구 그리고 UEFA 유럽 여자 축구 선수권 대회 본선에는 단 한번도 출전한 기록이 없으며 알가르브컵에는 2번 출전하여 그 가운데 2010년 대회에서 7위를 기록하면서 모든 국제 대회를 통틀어 가장 좋은 성적을 거두었다.

## 성적

### FIFA 여자 월드컵
- 1991년: 불참
- 1995년 ~ 2023년: 예선 탈락

### 올림픽 축구
- 1996년 ~ 2016년: 예선 탈락

### UEFA 유럽 여자 축구 선수권 대회
- 1984년: 불참
- 1987년: 불참
- 1989년: 불참
- 1991년: 불참
- 1993년: 예선 탈락
- 1995년: 예선 탈락
- 1997년: 예선 탈락
- 2001년: 예선 탈락
- 2005년: 예선 탈락
- 2009년: 예선 탈락
- 2013년: 예선 탈락

## 같이 보기
- 루마니아 축구 국가대표팀